# The Diplomats
The Diplomats, também conhecido como Dipset é um grupo de rap e hip hop com origens em Harlem, Nova Iorque. Ele foi criado por Jim Jones e Cam'ron em 2000. Posteriormente, Juelz Santana e outros rappers ingressaram no grupo.

## Discografia
Álbuns de estúdio
- 2003: Diplomatic Immunity
- 2004: Diplomatic Immunity 2

Compilações
- 2005: More Than Music Vol. 1
- 2006: The Movement Moves On
- 2007: More Than Music Vol. 2
- 2010: The Dip Agenda